# Покупательная сила денег (книга)
Покупательная сила денег: её определение и отношение к кредиту, проценту и кризисам (англ. The Purchasing Power of Money: Its determination and relation to credit, interest and crises, 1911) — произведение американского экономиста Ирвинга Фишера.

## Содержание
Книга включает предисловие и 13 глав:
1. Основные определения;
2. Покупательная сила денег в отношении к уравнению обмена;
3. Влияние депозитного обращения на уравнение обмена и покупательную силу денег;
4. Нарушение уравнения обмена и покупательной силы денег в течение переходных периодов;
5. Косвенные факторы покупательной силы денег;
6. Косвенные факторы покупательной силы денег (продолжение);
7. Влияние денежных систем на покупательную силу денег;
8. Влияние количества денег и других факторов на покупательную силу денег и друг на друга;
9. Необходимость построения индекса покупательной силы денег как следствие дисперсии цен;
10. Лучшие формы index numbers покупательной силы денег;
11. Статистическая проверка. Общий исторический обзор;
12. Статистические данные позднейших годов;
13. Проблема создания более устойчивой покупательной силы денег.

## Идеи
И. Фишер определяет деньги как все то, что принимается всеми в обмен за блага. Таким образом, та легкость, с какой они обмениваются и всеми принимаются в обмен за блага, является их отличительной чертой. Эта черта денег может быть усилена законом, в силу которого они становятся законным платежным средством.
Средства обращения, по мнению американского ученого, делятся на два главных класса:
- деньги;
- банковские вклады.

При посредстве чеков банковские вклады служат средством платежа в обмен за другие блага. Чек является сертификатом, или доказательством, передачи банковских вкладов.
Существуют два вида подлинных денег, считает И. Фишер, полноценные (primary) и кредитные (fiduciary). Деньги называются полноценными, если товар, из которого они сделаны, имеет одну и ту же ценность как при употреблении его в качестве денег, так и при всяком другом употреблении.
Чтобы обеспечить эффективное денежное обращение, необходимо определённое количество денег, зависящее от суммы цен товаров и скорости обращения денежных средств. Для расчёта данного количества денег Фишер использовал уравнение обмена.

## Переводы
Книга опубликована на русском языке трижды:
- Финансовым издательством Наркомата финансов в 1925 г. (фрагменты)
- издательством «Плановое хозяйство» (Москва) в 1926 г. (в серии «Теоретическая экономия в отрывках»);
- Покупательная сила денег. — М.: Дело, 2001. — 320 с. — (Политическая экономия: ступени познания). — ISBN 5-7749-0223-4.